# صنایع هوایی شاهد
مرکز تحقیقات صنایع هوایی شاهد یک شرکت هوافضای ایرانی است که به دلیل طراحی بالگردهای نظامی و پهپادها شناخته شده است. این شرکت با نیروی هوافضای سپاه پاسداران انقلاب اسلامی و شرکت صنایع هواپیماسازی ایران (هسا) در ارتباط است.

## محصولات

### بالگردها
- شاهد ۲۷۴
- شاهد ۲۷۸
- شاهد ۲۸۵

### پهپادها
- شاهد ۱۲۱
- شاهد ۱۲۳[۳]
- شاهد ۱۲۵[۴]
- شاهد ۱۲۹
- شاهد ۱۳۱
- شاهد ۱۳۶
- شاهد ۱۴۱[۵]
- شاهد ۱۴۹ غزه
- شاهد ۱۶۱[۵]
- شاهد صاعقه-۱
- شاهد ۱۷۱ سیمرغ
- شاهد ۱۹۱ (صاعقه-۲)
- شاهد ۱۹۷[۶]
- شاهد ۱۴۷

## مسائل حقوقی
اتحادیه اروپا در ۲۰ اکتبر ۲۰۲۲ تحریم‌هایی را علیه صنایع هوایی شاهد اعمال کرد و مدعی شد که این شرکت در حال ارائه پهپاد به نیروهای روسی در اوکراین است. روسیه هرگونه استفاده از پهپادهای ایرانی را رد نموده است.
در نوامبر ۲۰۲۲، صنایع هوایی شاهد توسط ایالات متحده آمریکا و کانادا نیز تحریم شد.